# МП 38
МП 38 је служио као претходник добро познате серије МП40 серијских аутомата, које су Нијемци развили у Другом свјетском рату. Тај тип је углавном био револуционаран у својој конструкцији која је избијала из тадашњих норми. Међутим, МП38 се на крају сматрао прескупим за производњу у великом броју потребном њемачкој војсци, што је резултирало стварањем његовог поједностављеног сестриног дизајна - МП40 из 1940. - који је користио челичне пресове и завариваче, притом задржавајући обраду на минимуму.

## Историја
Почетком 1938. године Ерфуртер Машинфабрик (ЕРМА) добила је званично наређење за развој новог аутомата од Хересвафенамт-а (канцеларије за оружје војске). Већ неколико мјесеци касније, почетком јуна 1938., ЕРМА је представила „Масцхиненпистоле МП38". Ово достигнуће је импресивно, међутим чини се да је временски интервал прекратак за развој таквог новог оружја. Ова чињеница мора побудити сумњу да је (скоро) спреман нацрт морао ући у ладице ЕРМА-е. А сада је дошло вријеме да се то извади. У ствари, МП38 уопште није био потпуно нови дизајн, већ напредак готово непознатог модела претходника: ЕМП36. Али МП38 је и даље био скупо оружје за производњу. У прољеће 1940. године компанија ЕРМА покушала је да поједностави његов дизајн. У међувремену је употреба пресованих дијелова од лима у индустрији направила велики напредак, па су пријемник и рукохват редизајнирани за ову врсту технологије. Ново оружје добило је назив "МП40", а серијска производња започета је у марту 1940. године. МП38 је остао у употреби до краја рата, али већина је модификована са побољшаном безбедношћу од МП40. Развој МП38 произашао је из захтева Оберкомандо дер Вехрмахт за аутоматом за складиштење инвентара њемачке армије. Њемачка војска је прецизно прилагодила концепт Блицкрига како би доказала вриједност брзо покретних механизованих снага које дјелују у комбинацији са ваздушном подршком. Процес израде новог МП38 захтијевао је утискивање лима и ливење, истовремено употребљавајући пластику у намештају умјесто дрва. Склопиви метални кундак омогућава максималну преносивост током маршева и максималну стабилност приликом пуцања.

## Карактеристике
МП38 посједује вертикални магацин које се користи као предњи дио за слабу руку. Пиштољски рукохват учинио је оружје ергономичнијим и управљивијим. За разлику од претходних дизајна, дршка за причвршћивање постављена је на лијевој страни пријемника. Замисао иза лијеве бочне ручице за затезање била је да оператер може притиснути оружје без пуцања руке из рукохвата и држати прст близу окидача. Дугме за пуштање магацина је такође постављен на лијевој страни оружја из истог разлога. То би омогућило промјену магацина слабом руком и брже вратило оружје у акцију. Још једна од нових карактеристика био је шипка за ослањање испод цијеви. Ова шипка требало је да помогне у гађању са оклопног возила или сличног заклона. Неки рани пријмери МП38 и МП40 имају шипке направљене од алуминијума и равномјерних жигосаног лима. Шипке за oслањање су касније промијењене у материјал од пластичних влакана. Пластично влакно дјелује боље у апсорпцији вибрације створене током пуцања док се ослања против оклопа возила. МП38 био је један од ријетких њемачких дизајна за некоришћење металне заштитне облоге. МП38 користи отворено "масовно хлађење" цијеви, први пут примјећен на раном ЕМП пиштољу, Воллмер/Ерма дизајна. МП38 такође има отвор за причвршћивање празног уређаја за испаљивање. Празан уређај за испаљивање ограничава количину гаса која напушта отвор приликом пуштања празних чаура. То омогућава ограниченом притиску празних чаура да оружјем управљају у потпуности. Без таквог ограничавајућег уређаја, оружје се неће кретати празном чауром.